# Ukkaり娘の浮かれでぃお
ukkaり娘の浮かれでぃお（うっかりむすめの うかれでぃお）は、日本の一部AM放送局で放送されているかしわプロダクション制作のラジオ番組。女性アイドルグループukkaの冠番組。

## 番組内容
女性アイドルグループukka（ウッカ）の6人（村星りじゅ、茜空、芹澤もあ、結城りな、葵るり、宮沢友、若菜こはる）がパーソナリティを務める等身大ラジオ番組。ukkaが様々なことにチャレンジする。
テーマ曲はukka『アフタヌーン・グラフィティ』（2023年4月 - ）。Twitterのハッシュタグは「#ukkaり娘の浮かれでぃお」「#ukaready」。リスナーの愛称は「ukkaりちゃん」。
番組公式TwitterアカウントのDMでメッセージを募集している。ラジオネームのことを「ukkaりネーム」と呼ぶ。

## コーナー
今週のukkaりさん!
進行：芹澤もあ（ukkaり番長）。リスナー自身や身近な人の「うっかり（ukkaり）エピソード」を募集し、リスナーが「しっかり」できるようにukkaメンバーが対策を考えるコーナー。
ウカウカ千音ノック!
進行：茜空。流れてくるある音（例：留守番電話アナウンス）に即座に反応して何か言う大喜利コーナー。発想力・反射神経を鍛えてトークスキルを上げるのが目的。メンバーにリアクションをとってほしい音（効果音）やシチュエーションを募集している。
あわせてためして浮かレシピ
「これとこれを合わせるとおいしいよ」というレシピ（例：トンカツに塩コショウ）をリスナーから募集、実際にukkaメンバーが試食して、「あり」か「なし」かを判断するコーナー。
お悩み解決! うかれなさい
進行：村星りじゅ。リスナーの悩み事をukkaが解決してあげるから、沈んでないで浮かれなさいというコーナー。
りなるりのご当地LOVE調査隊!
地元のA級、B級グルメ、ご当地名産品、ローカルお菓子、おすすめ観光地、絶景スポットなど、リスナーのLOVEな地元自慢を募集する。

## ネット局
放送時間はJST。放送時間の早い順から記載。いずれもradikoプレミアムで日本全国から聴取可能。
| エリア        | 放送局                | 放送時間            | 備考                           |
| ------------- | --------------------- | ------------------- | ------------------------------ |
| 岩手県        | IBC岩手放送           | 毎週土曜18:30-19:00 | 2022年4月3日放送開始           |
| 徳島県        | 四国放送（JRT）       | 毎週日曜12:45-12:55 | 2022年4月3日放送開始           |
| 長崎県 佐賀県 | 長崎放送（NBC）       | 毎週日曜16:00-16:15 | 2023年放送開始                 |
| 関西圏        | 朝日放送ラジオ（ABC） | 毎週日曜21:05-21:30 | 2023年11月5日放送開始          |
| 宮城県        | 東北放送（TBC）       | 毎週日曜23:20-23:30 | 2021年10月22日放送開始         |
| 福岡県        | 九州朝日放送（KBC）   | 毎週日曜24:00-24:30 | 月曜未明。2025年7月6日放送開始 |
| 福島県        | ラジオ福島（RFC）     | 毎週月曜20:00-20:30 | 2022年3月28日放送開始          |
| 秋田県        | 秋田放送（ABS）       | 毎週火曜18:45-19:00 | 2022年9月30日放送開始          |
| 福井県        | 福井放送（FBC）       | 毎週火曜20:40-21:00 | 2025年4月放送開始              |

| エリア | 放送局          | 放送時間            | 備考                  |
| ------ | --------------- | ------------------- | --------------------- |
| 高知県 | 高知放送（RKC） | 毎週金曜18:00-18:20 | 2023年9月22日放送開始 |
| 新潟県 | 新潟放送（BSN） | 毎週木曜23:30-24:00 | 2022年4月2日放送開始  |

番組のフル尺は30分で、放送時間の短い放送局はフル尺の一部内容を編集して放送する。

## 出演者
女性アイドルグループukka（ウッカ）のメンバーである村星りじゅ、茜空、芹澤もあ、結城りな、葵るり、宮沢友、若菜こはるの7名がパーソナリティを務める。

### 村星りじゅ
- むらほし りじゅ[11][12][13]。愛称：りじゅちゃん。生年月日：2002年10月19日（22歳）。埼玉県出身。B型。身長165cm[14]。
- 特技：ゲーム。
- 2015年、「桜エビ〜ず」結成メンバー募集のためのSHOWROOMオーディションを受け合格[15]。桜エビ〜ずの結成メンバーとなる。
- 村星りじゅフィーチャー曲「Shining City Lights」[16]が1stミニアルバム『T.O.N.E』に収録されている。
- TEAM GALとして芹澤もあ・葵るりとユニット「WarpiE」（ワーピー）を結成し、配信シングル『I my perfect』を2025年6月25日にリリースした[17]。
- 生誕ソロライブ 「おいでよ 村星りじゅの生誕祭」（2019年11月4日、キラリナ京王吉祥寺・屋上特設会場）、「Shining Riju 19th Birthday」（2021年10月31日、TSUTAYA O-WEST）、「20歳〜Live every moment〜」（2022年10月9日[18]、新宿ReNY）、「〜Blue Star〜」（2023年11月4日、代官山UNIT）、「村星りじゅ生誕ソロライブ」（2025年10月18日 1部、東京キネマ倶楽部）

### 茜空
- あかね そら[19][20][21]。愛称：そらちゃん。生年月日：2003年3月13日（22歳）。神奈川県出身。身長162cm[14]。
- 特技：大食い、ヘアアレンジ、柔軟、体操。
- 2015年6月、「桜エビ〜ず」（現 ukka）に加入（当時中学1年生）。
- 茜空フィーチャー曲「ガールズナイト」[22]が1stミニアルバム『T.O.N.E』に収録されている。
- TEAM ROCKとして結城りなとユニット「MystiE」（ミスティー）を結成し、配信シングル『Candy rock Girl』を2025年7月9日にリリースした[23]。
- 生誕ソロライブ 「19 -生々流転-」（2022年3月12日[24]、KANDA SQUARE HALL）、「20 -星雲之志-」（2023年2月11日[25]、代官山UNIT）、「21-百花繚乱-」（2024年2月17日、東京キネマ倶楽部）

### 葵るり
- あおい るり[26][27][28][29]。愛称：るりちゃん。生年月日：2004年7月20日（21歳）。神奈川県出身。B型。身長162cm[14]。
- 趣味：音楽鑑賞、ドラマ鑑賞。特技：卓球、どこでも寝られる。
- 生誕ソロライブ「〜かわいいが大渋滞♡〜」（2023年6月3日、Studio Freedom）、「幸せの葵るり~♡わたしらしさ♡~」（2025年7月19日 1部、Veats Shibuya）、葵るりプロデュースukkaワンマンライブ「ukkawaii world!?」（2025年7月19日 2部、Veats Shibuya）

### 若菜こはる
- わかな こはる[30][31][32]。愛称：こは、こはちゃん。生年月日：2010年3月2日（15歳）（高1）。東京都出身。AB型。身長163cm[14]。
- 趣味：ピアノ、歌うこと。特技：ピアノ、水泳、走ること。